# 12 Pułk Piechoty (PSZ)
12 Pułk Piechoty (12 pp) – oddział piechoty Wojska Polskiego we Francji.

## Formowanie i zmiany organizacyjne
Prace organizacyjne mające na celu ustalenie wstępnej obsady oficerskiej 12 pułku piechoty wchodzącej organizacyjnie w skład 4 Dywizji Piechoty rozpoczęto 19 kwietnia 1940 we francuskim obozie wojskowym Les Sables-d′ Ollone, a od 15 maja 1940 w ośrodku Parthenay. 22 maja 1940 roku Naczelny Wódz rozkazem nr 415/Tj.O.I./40 polecił formować 4 Dywizję Piechoty, a w jej składzie 12 pułk piechoty. Z dniem 24 maja 1940 kadra pułku była przygotowana na przyjęcie poborowych z terenu Francji i nielicznych ochotników, którzy dotarli z terenu Polski. Od 3 czerwca do pułku zaczęli przybywać pierwsi rekruci z emigracji, byli to w większości poborowi starszych roczników. Na mocy decyzji Naczelnego Wodza z 4 czerwca 1940 roku 4 Dywizja Piechoty została przeformowana w „lekką dywizję piechoty” w składzie dwóch pułków piechoty. Oznaczało to rozwiązanie 12 pułku piechoty. Zebranych już żołnierzy rozdzielono do pozostałych pułków dywizji, a ponadetatowych oficerów skierowano do Ośrodka Zapasowego 2 Dywizji Strzelców Pieszych w obozie Parthenay.

## Żołnierze pułku
- Dowódca pułku – ppłk Antoni Sikorski[1]
- Szef sztabu – mjr dypl. Antoni Trella[2]
- Dowódca I batalionu – ppłk dypl. Marian Radwański[2]
- Dowódca II batalionu – mjr Witold Świda[2]
- Dowódca III batalionu – ppłk dypl. Alojzy Mazurkiewicz[2]